# John Sutter (cestista)
John Sutter (Marion, 7 giugno 1949) è un ex cestista statunitense.

## Carriera
È stato selezionato dai Portland Trail Blazers all'ottavo giro del Draft NBA 1971 (122ª scelta assoluta), ma non ha mai giocato nella NBA.
In Serie A ha vestito la maglia della Brill Cagliari, segnando un totale di 4 596 punti.
Nel 1974-75 ha segnato 52 punti in una partita.